# Trenzano

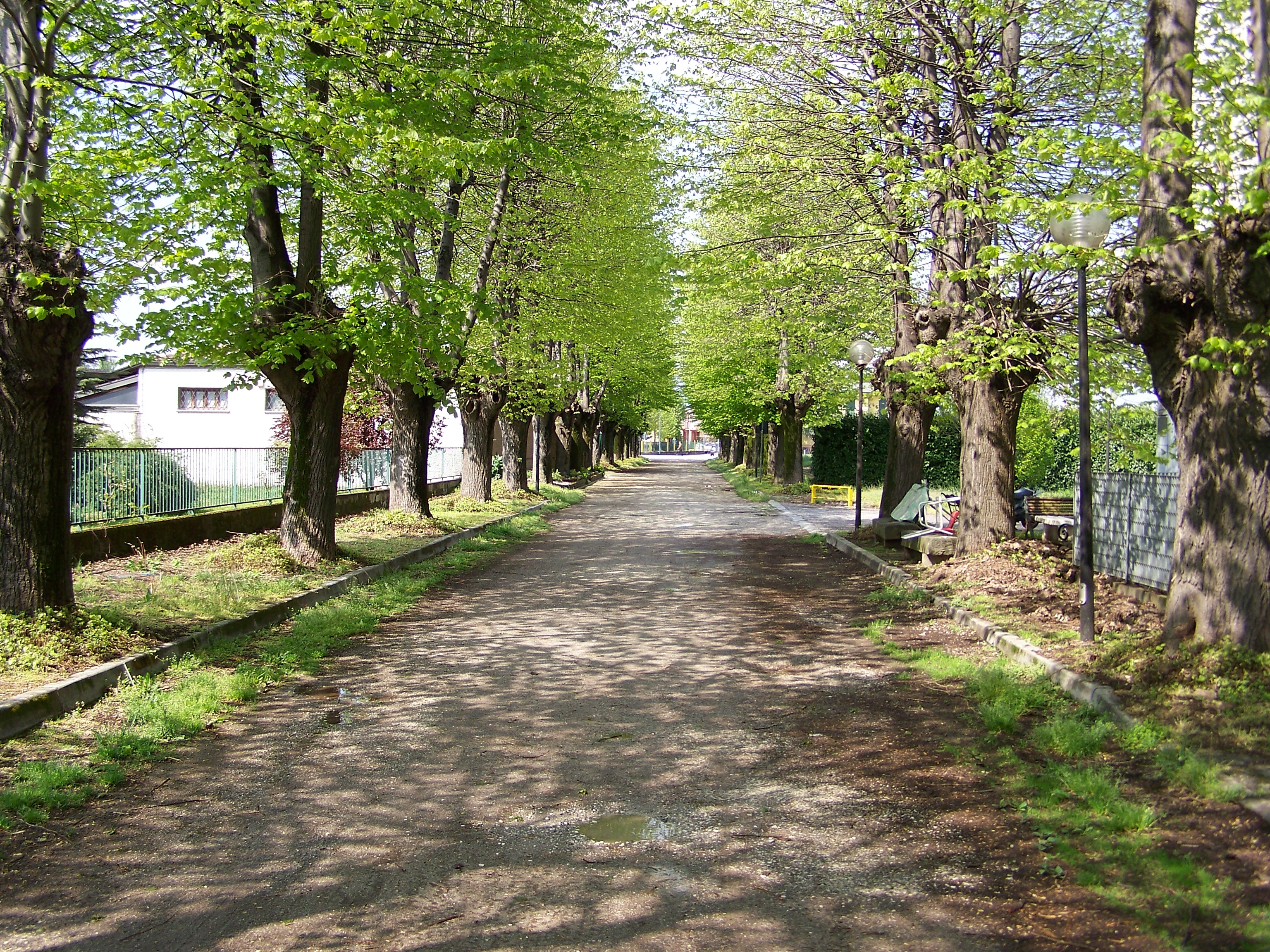

Trenzano là một đô thị thuộc tỉnh Brescia trong vùng Lombardia ở Ý. Đô thị này có diện tích 20 km², dân số 5122 người.
Đô thị này giáp với các đô thị sau: Berlingo, Brandico, Castrezzato, Comezzano-Cizzago, Corzano, Maclodio, Rovato.